# Ecituncula berghoffae
Ecituncula berghoffae är en tvåvingeart som beskrevs av Ronald Henry Lambert Disney och Berghoff 2005. Ecituncula berghoffae ingår i släktet Ecituncula och familjen puckelflugor. Inga underarter finns listade i Catalogue of Life.